# Holotrichia andamana
Holotrichia andamana är en skalbaggsart som beskrevs av Brenske 1899. Holotrichia andamana ingår i släktet Holotrichia och familjen Melolonthidae. Inga underarter finns listade i Catalogue of Life.